# Stac Levenish
Stac Levenish, en écossais Stac Leibhinis, est une île inhabitée du Royaume-Uni située en Écosse, dans l'archipel de Saint-Kilda. L'île est un stack faisant face au loch Hiort, la baie principale de Hirta, la plus grande île de l'archipel. Culminant à 62 mètres d'altitude, il s'agit de l'île la plus méridionale de Saint-Kilda. Vue de Hirta, la face nord de Stac Levenish se découpe dans le ciel sous la forme d'un profil.

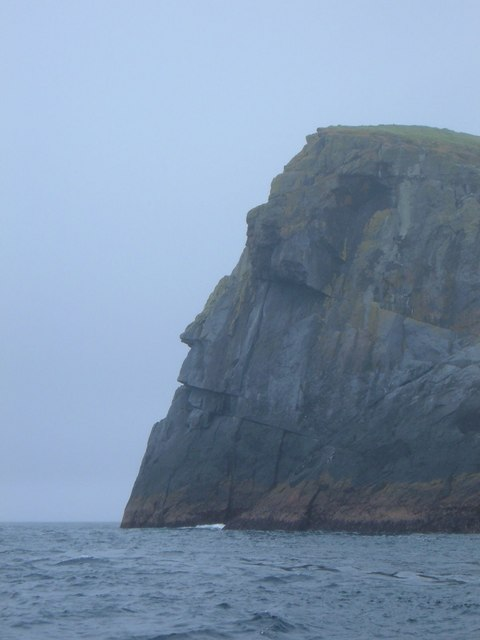
Vue de la face nord de Stac Levenish qui représente par paréidolie un profil de visage.

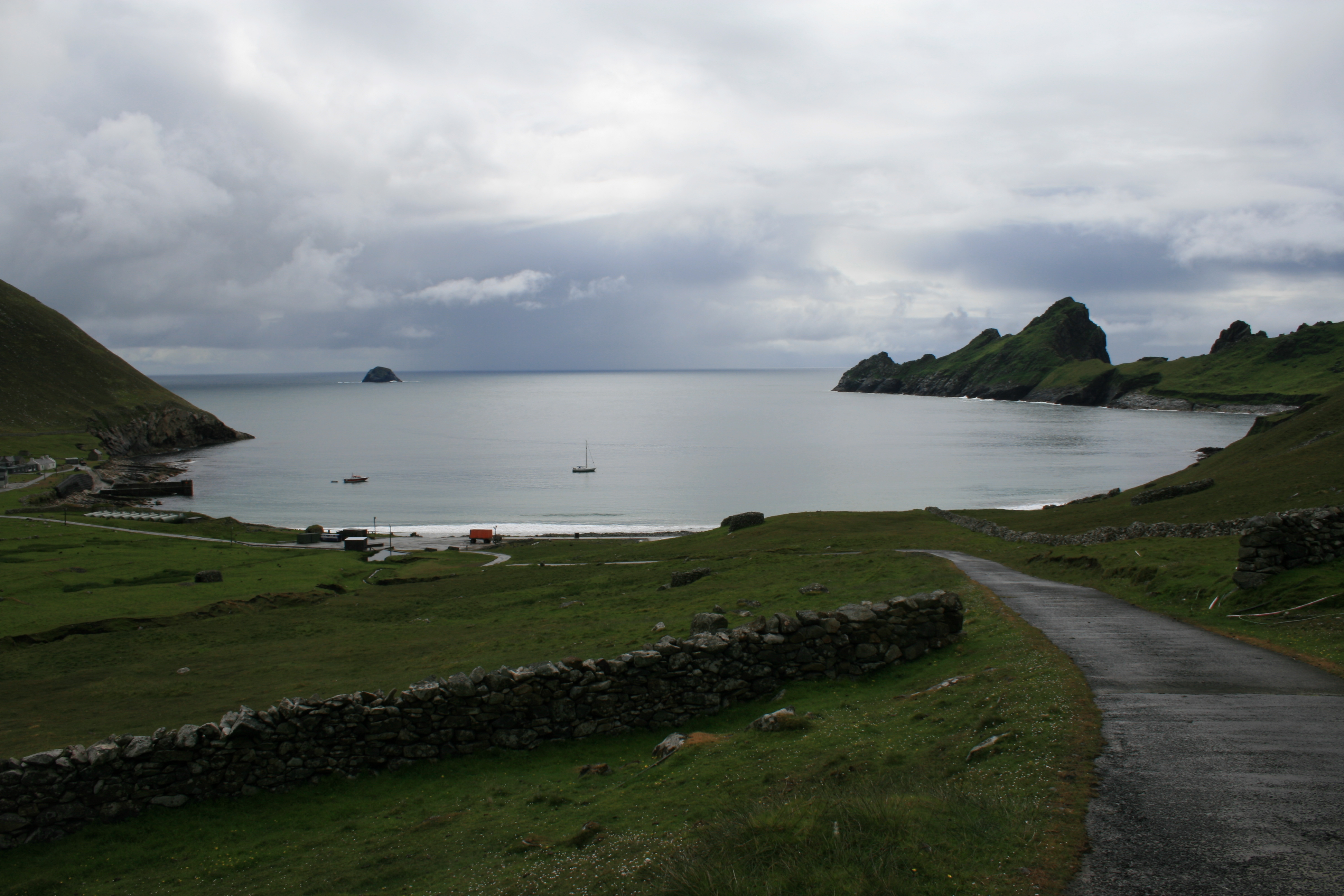
Vue de Stac Levenish depuis Hirta avec Dùn sur la droite.